# محمد جلال عبد القوي
محمد جلال عبد القوي، هو مؤلف دراما مصري، له العديد من الأعمال الدرامية المتميزة التي قدمها للتليفزيون المصري ولاقت نجاحا جماهيرياً وإعلامياً كبيراً. من أشهر أعماله المال والبنون وسوق العصر والرجل والحصان والليل وآخره وحضرة المتهم أبي وعلي باب مصر وشرف فتح الباب والهروب إلي السجن وهالة والدراويش.